# Destination univers
Destination univers est un recueil de dix nouvelles de science-fiction écrites de 1943 à 1950 par A. E. van Vogt, publié en 1952.

## Résumés

### Destination Centaure
- Titre original : Far Centaurus
- Parution : 1944
- Résumé : Des hommes sont envoyés en mission de longue durée vers un lointain système planétaire. À leur réveil, ils découvrent un monde qu'ils pouvaient à peine imaginer.

### Le Monstre
- Titre original : The Monster
- Parution : Astounding Science Fiction n°213, août 1948.

### Réveil
- Titre original : Dormant
- Parution : 1948
- Résumé : Un être inconnu est réactivé sur une île du Pacifique. Les humains vont découvrir sa nature pour le plus grand malheur de la Terre.

### Le Village enchanté
- Titre original : Enchanted Village
- Parution : 1950
- Résumé : Un humain se retrouve prisonnier de Mars, planète hostile à la vie humaine. Pour survivre, il devra s'adapter de façon extraordinaire.

### Un pot de peinture
- Titre original : A Can of Paint
- Parution : 1944
- Résumé : Kilgour, premier humain sur Vénus, est confronté à un pot de peinture vénusien.

### Défensive
- Titre original : Defense
- Parution : 1947
- Résumé : Lorsqu'une mission spatiale s'approche de la Lune pour la première fois, des astronautes déclenchent un mécanisme d'auto-défense.

### Les Maîtres
- Titre original : The Rulers
- Parution : 1944
- Résumé : Un docteur en sciences se trouve confronté à un puissant groupe qui domine la planète. Il tentera de mettre fin à leurs activités criminelles, malgré toute une ville qui est sous leur coupe.

### Correspondance
- Titre original : Dear Pen Pal
- Parution : 1949
- Résumé : Un extraterrestre entretient une correspondance avec un Terrien. Ce sera l'occasion pour lui de procéder à des expériences.

### Le Son
- Titre original : The Sound
- Parution : 1950
- Résumé : Sur une Terre futuriste, toutes les ressources disponibles sont concentrées vers un seul but : repousser l'ennemi. Dans le cadre d'une initiation, un jeune garçon recherche l'origine d'un son, tout en affrontant cet ennemi. Cette nouvelle est intégrée à La Guerre contre le Rull.

### La Quête
- Titre original : The Search
- Parution : 1943
- Résumé : Un amnésique tente de reconstruire son passé. Son entourage étant incapable de corroborer ce dont il se souvient, il entame des recherches pour déterminer ce qu'il a vécu.